# Erateina thyridata
Erateina thyridata là một loài bướm đêm trong họ Geometridae.